# Platyeutidium williamsi
Platyeutidium williamsi är en skalbaggsart som beskrevs av Dillon 1935. Platyeutidium williamsi ingår i släktet Platyeutidium och familjen stumpbaggar. Inga underarter finns listade i Catalogue of Life.